# Onthophagus kingstoni
Onthophagus kingstoni là một loài bọ cánh cứng trong họ Bọ hung (Scarabaeidae).